# 向山神社 (関市)
向山神社（むかいやまじんじゃ）は、岐阜県関市下有知に鎮座する神社。
下有知向山神社とも称する。山王山（標高153m）の東の麓に鎮座し、関市下有知地区の土地神である。

## 概要
1938年（昭和13年）9月30日、武儀郡下有知村字向山に鎮座していた日吉神社（村社）、土地守神社（村社）、星宮神社（村社）、齋宮神社に、字冨士屋敷に鎮座していた大宮神社を合祀して創建。後に神明神社を合祀する。
日吉神社
- 村社。祭神は大山咋神[1]。

土地守神社
- 村社。祭神は大國主命[1]。かつては字土地守に鎮座していたが、正保2年（1645年）に字向山に移転[2]。

星宮神社
- 村社。祭神は不詳[1]（弥勒菩薩の説あり）[2]。曽代用水の建設のため寛文年間に字向山に移転[1][2]。

齋宮神社
- 祭神は不詳[1]。鎌倉時代にこの地域に伊勢神宮領の下有知御厨が存在した[3]ことから、この時期に創建されたと推測される。元々の場所は現在の向山神社の参道の北付近であり、1912年（明治45年）に日吉神社の境内社となる。跡地には石碑と山之神がある[4]。跡地からは刀・鉄鏃、小玉、管玉が発掘されている[4]。

大宮神社
- 祭神は不詳。美濃国神明帳の大宮明神と推測される。元々は字大宮に鎮座していたが、曽代用水の建設のため寛文年間に字富士屋敷の富士神社（現住所：岐阜県関市下有知3911）の隣接地に移転[2]。

神明神社
- 祭神は天照大神。齋宮神社と同様、この地が下有知御厨であったころに創建されたと推測される[2]。元々は字神明に鎮座していたが、曽代用水の建設のため寛文年間に字富士屋敷の富士神社の隣接地に移転[2]。1950年（昭和25年）11月7日に向山神社に合祀される[2]。

## 祭神
- 向山大神

向山神社創建時に合祀された神社（日吉神社・土地守神社・星宮神社・齋宮神社）の神と、後に合祀された神明神社の神を合わせた神と推測される。

## 境内社
- 厳島社
- 御霊社
- 津島社

## 交通アクセス
- 岐阜バス岐阜美濃線「下有知神社前」バス停下車、徒歩約2分。